# Прощавай, Техасе
«Прощавай, Техасе» (італ. Texas addio) — італійський спагеті-вестерн 1966 року режисера Фердінандо Балді з Франко Неро у головній ролі.

## Сюжет
Шериф з маленького техаського містечка Берт Салліван разом з молодшим братом Джимом їде в Мексику, щоб знайти бандита Сіско Дельгадо, який багато років тому вбив їхнього батька.
Тепер Дельгадо, який став великим землевласником, контролює велику територію, він обклав даниною місцеве населення, грабує його, вбиває, насильно забирає селянських дівчат.
Двом грінго, які заледве перетнули кордон, дали зрозуміти, що повернутись назад живими шансів у них немає.
Але тут відкривається страшна сімейна таємниця…

## В ролях
| Актор              | Роль              |
| ------------------ | ----------------- |
| Франко Неро        | Берт Салліван     |
| Альберто Дель'Аква | Джим Салліван     |
| Хосе Суарес        | Сіско Дельгадо    |
| Хосе Гвардіола     | МакЛеод           |
| Лівіо Лоренцон     | алькальд Мігель   |
| Луїджі Пістіллі    | адвокат Хіменес   |
| Сільвана Баччі     | Пакіта            |
| Еліза Монтес       | дівчина мулатка   |
| Ремо де Анджеліс   | спільник Дельгадо |